# Памятник Гаджи Зейналабдину Тагиеву (Баку)

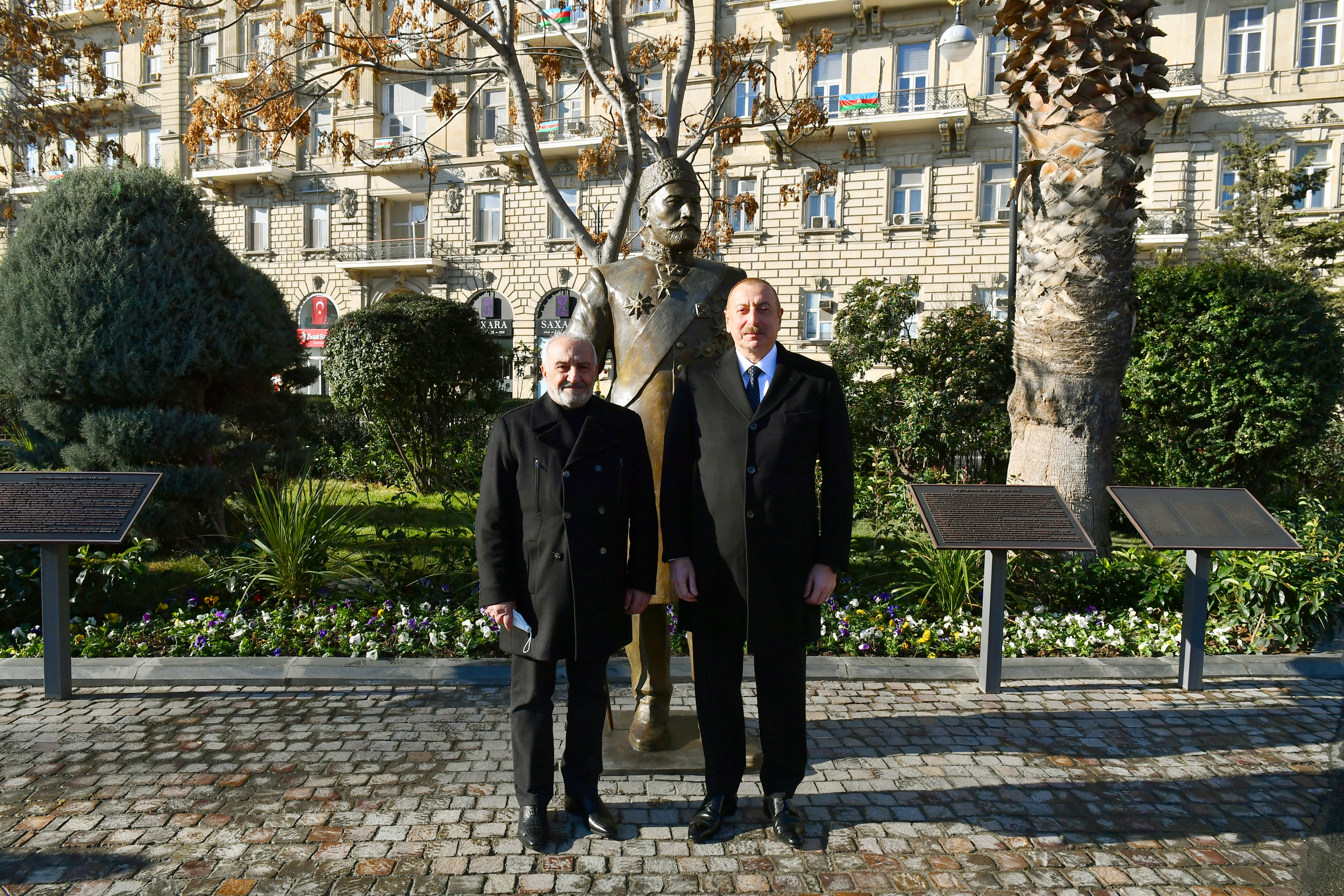
Фото Ильхама Алиева на фоне памятника

Памятник Гаджи Зейналабдину Тагиеву — памятник нефтяному магнату и филантропу начала XX в., расположенный в Баку.

## Описание
Памятник изготовлен из бронзы. Высота 2,5 м.

## История
Памятник Тагиева установлен в соответствии с распоряжением президента Ильхама Алиева. Находится на одной из исторических улиц Баку — Истиглалият, напротив метро «Ичери шехер». Скульптор Ханлар Ахмедов. Место для памятника было выбрано не случайно. Именно здесь в Ичери шехер (старый город) родился и вырос Тагиев и на протяжении всей своей жизни внес большой вклад в развитие и благоустройство Баку и Азербайджана в целом.
Открытие памятника состоялось 18 января 2022 года. Перед памятником установлен соответствующий информационный щит на азербайджанском и английском языках, изготовленный Фондом Гейдара Алиева.